# (994) Otthild
(994) Otthild ist ein Asteroid des Hauptgürtels, der am 18. März 1923 vom deutschen Astronomen Karl Wilhelm Reinmuth in Heidelberg entdeckt wurde.
Der Asteroid wurde in traditioneller Weise mit einem weiblichen Vornamen benannt. Der Name ist keiner speziellen Person zugeordnet.